# Pirəmsən
Pirəmsən è un comune dell'Azerbaigian situato nel distretto di Şabran.